# Претектална област
Претектална област, или претектум, је структура средњег мозга састављена од седам језгара и чини део субкортикалног визуелног система. 
Кроз реципрочне билатералне пројекције из мрежњаче, он је првенствено укључен у посредовање бихејвиоралних одговора на акутне промене амбијенталног светла, као што су рефлекс светлости зенице, оптокинетички рефлекс и привремене промене циркадијалног ритма. Поред улоге претектума у визуелном систему, утврђено је да предње претектално језгро посредује соматосензорне и ноцицептивне информације.